# Göhren-Lebbin
Göhren-Lebbin è un comune del Meclemburgo-Pomerania Anteriore, in Germania.
Appartiene al circondario della Seenplatte del Meclemburgo ed è parte della comunità amministrativa (Amt) di Malchow.
Il quartiere di Untergöhren si affaccia sulla riva meridionale del Fleesensee.